# Гомеостат
Гомеоста́т (от др.-греч. ὁμοιος: ‘одинаковый’, ‘подобный’ и στάσις: ‘состояние’, ‘неподвижность’) — самоорганизующаяся система, моделирующая способность живых организмов поддерживать некоторые величины, например температуру тела, в физиологически допустимых границах (см. Гомеостаз).
Английский учёный У. Р. Эшби сконструировал первый гомеостат в 1948 году в виде устройства из четырёх стандартных блоков управления бомбами и подробно описал его в своей книге. Каждый блок имеет один магнит и выдаёт ток на выходе, пропорциональный отклонению магнита от среднего положения. Выходной ток каждого блока передаётся на три других блока. Входные токи блока проходят в обмотки магнита через переключатель, определяющий направление тока в обмотке, и через потенциометр, определяющий, какая часть тока будет действовать на магнит блока таким образом, чтобы вращающий момент магнита был пропорционален алгебраической сумме токов от трёх блоков. Также есть другая возможность: передавать входной ток блока на обмотки магнита (при помощи другого переключателя) не через переключатель и потенциометр, а через аналогичные компоненты, размещённые на шаговом переключателе с 25 возможными позициями переключения. Каждый шаговый переключатель приходит в движение, когда магнит блока отдаляется от крайнего положения. С математической точки зрения, вся система состоит из четырёх главных переменных (отклонений магнитов) и четырёх ступенчатых функций (положений шаговых переключателей). При неустойчивом состоянии системы магниты перемещаются и включают шаговые переключатели, случайно изменяя схему соединений гомеостата и отыскивая новое положение, при котором либо достигается состояние устойчивого равновесия, либо магниты доходят до упоров.
Гомеостат как система демонстрирует ультраустойчивое поведение, избегая ступенчатых функций, ведущих к критическому состоянию и демонстрирует закон необходимого разнообразия, сформулированный Эшби. Он обладает способностью к самоорганизации, то есть может в известной степени «обучаться», приспосабливая формы своего поведения к устойчивому равновесию с окружающей средой при некоторой случайности во внутреннем строении — например, при изменении параметров или связей с окружающей средой, а также при частичном отказе.